# Arrondissement Bayonne
Bayonne is een arrondissement van het Franse departement Pyrénées-Atlantiques in de regio Nouvelle-Aquitaine. Het onderprefectuur is Bayonne.

## Kantons
Het arrondissement was tot 2014 samengesteld uit de volgende kantons:
- Kanton Anglet-Nord
- Kanton Anglet-Sud
- Kanton La Bastide-Clairence
- Kanton Bayonne-Nord
- Kanton Bayonne-Est
- Kanton Bayonne-Ouest
- Kanton Biarritz-Est
- Kanton Biarritz-Ouest
- Kanton Bidache
- Kanton Espelette
- Kanton Hasparren
- Kanton Hendaye
- Kanton Iholdy
- Kanton Saint-Étienne-de-Baïgorry
- Kanton Saint-Jean-de-Luz
- Kanton Saint-Jean-Pied-de-Port
- Kanton Saint-Palais
- Kanton Saint-Pierre-d'Irube
- Kanton Ustaritz

Na de herindeling van de kantons bij decreet van 25 februari 2014, met uitwerking op 22 maart 2015 zijn dat :
- Kanton Anglet
- Kanton Baïgura et Mondarrain
- Kanton Bayonne-1
- Kanton Bayonne-2
- Kanton Bayonne-3
- Kanton Biarritz
- Kanton Hendaye-Côte Basque-Sud
- Kanton Montagne Basque (deel 30/66)
- Kanton Nive-Adour
- Kanton Pays de Bidache, Amikuze et Ostibarre
- Kanton Saint-Jean-de-Luz
- Kanton Ustaritz-Vallées de Nive et Nivelle